# Beauvoir-sur-Niort
Beauvoir-sur-Niort település Franciaországban, Deux-Sèvres megyében. Lakosainak száma 1772 fő (2022. január 1.). Beauvoir-sur-Niort La Foye-Monjault, Granzay-Gript, Marigny, Villiers-en-Bois és Plaine-d’Argenson községekkel határos.

## Népesség
A település népességének változása:
| Lakosok száma | 1766 | 1766 | 1790 | 1752 | 1761 | 1768 | 1776 | 1775 | 1772 |
|               | 2013 | 2015 | 2016 | 2017 | 2018 | 2019 | 2020 | 2021 | 2022 |